# Ingemar Gruber
Ingemar Gruber (Merano, 25 marzo 1977) è un ex hockeista su ghiaccio e hockeista in-line italiano, di ruolo difensore.

## Carriera

### Club
Gruber ha iniziato a giocare ad hockey su ghiaccio all'età di sei anni, ed ha svolto tutta la trafila delle giovanili fino all'Under-16 nella squadra della sua città, l'HC Merano, per poi passare all'HC Bolzano.
Esordì giovanissimo in Serie A nel 1993-94 con la maglia dell'HC Bolzano, con cui nella stagione successiva vinse lo scudetto.
Tornò quindi (1995-96) all'HC Merano, in Serie A2. Al termine della sua seconda stagione con la maglia bianconera, i meranesi raggiunsero la promozione. Con la squadra della sua città natale rimase per sette stagioni, vincendo anche uno scudetto (1998-99).
Nel 2004-05 indossò per la prima volta la maglia del Ritten Sport, per tornare però a Merano, in A2, la stagione successiva. Nel 2006 ritornò al Renon, in massima serie, con la cui maglia sollevò il primo trofeo della storia della società, la Supercoppa italiana nel 2009. Nella stagione 2013-14 Gruber vinse sia la Coppa Italia 2013-2014 che la Elite.A, il terzo scudetto personale.
Dopo nove stagioni trascorse in Serie A con il Renon Gruber nel 2015 fece ritorno all'HC Merano in Serie B. Al termine della stagione, conclusa con la vittoria del titolo, Gruber ha annunciato il proprio ritiro.
Nel successivo mese di agosto, tuttavia, tornò sui suoi passi, firmando per un'altra stagione con il Merano.
Ha poi rinnovato nuovamente, fino al termine della stagione 2017-2018. Dopo la finale persa contro l'Appiano, ha annunciato per la seconda volta il ritiro. Dopo alcuni mesi, durante i quali aveva saltuariamente fatto parte dello staff tecnico dei meranesi, in occasione dei play-off è tornato a vestirne la maglia, venendo poi confermato anche per la stagione 2019-2020.
Al termine della stagione ha definitivamente lasciato l'hockey giocato, all'età di 43 anni.

### Nazionale
Vestì la maglia della Nazionale azzurra diverse volte. Tra le altre competizioni, disputò i mondiali del 2000 e del 2002, oltre ai vittoriosi mondiali di Prima Divisione del 2011.

### Hockey in-line
Ha giocato anche diversi campionati italiani di hockey in-line, vincendo uno scudetto ed una coppa Italia con la maglia dell'HC Milano Quanta, ed ha lungamente vestito anche la maglia azzurra.

## Palmarès

### Club
- Campionato italiano: 3

Bolzano: 1994-1995
Merano: 1998-1999
Renon: 2013-2014
- Coppa Italia: 3

Renon: 2009-2010, 2013-2014, 2014-2015
- Supercoppa italiana: 2

Renon: 2009, 2010
- Serie B: 1

Merano: 2015-2016

### Nazionale
- Campionato mondiale di hockey su ghiaccio - Prima Divisione: 1

Ungheria 2011

### Individuale
- Maggior numero di reti per un difensore della Serie A: 1

2009-2010 (11 reti)